# Apátistvánfalva
Apátistvánfalva (vyslovováno [apátištvánfalva], slovinsky Števanovci, Štivanovca, latinsky Estevanfaloa, německy Stefandorf) je vesnice v Maďarsku v župě Vas, spadající pod okres Szentgotthárd. Nachází se blízko slovinských hranic, asi 5 km jihozápadně od Szentgotthárdu. V roce 2015 zde žilo 377 obyvatel, z nichž jsou 93,7 % Maďaři, 64,8 % Slovinci, 4,7 % Němci a 0,3 % Srbové.
Sousedními vesnicemi jsou Csörötnek, Farkasfa, Felsőszölnök, Kondorfa, Magyarlak a Orfalu, sousedním městem Szentgotthárd. Velice blízko je hraniční přechod na Slovinsko u obcí Čepinci a Markovci.